# Charly Black
Pour les articles homonymes, voir Méndez et Black.
Ne doit pas être confondu avec Charly B.
Desmond Méndez, né le 6 avril 1980 à Rio Bueno (en) en Jamaïque, mieux connu sous le nom de Charly Black, aussi connue sous le nom de Charly Blacks, et précédemment connu comme Tony Mentol, est un chanteur Jamaïcain de dancehall music, anciennement DJ. 
Il est surtout connu pour son titre Gyal You a Party Animal, qui a progressivement dépassé les frontières de la Jamaïque pour gagner un public Sud Américain puis Européen. La chanson est très populaire en Amérique Latine, ainsi que dans certaines parties des Caraïbes et d'Amérique Centrale. D'autres chansons comme Whine & Kotch, Girlfriend, Bike Back et Hoist & Wine ont également rencontré un certain succès dans ces régions. Mendize a collaboré avec d'autres artistes musicaux, tels que Jencarlos Canela, star de la pop en Amérique Latine, avec lequel il signe le single Pa Que Me Invitan.

## Biographie
Desmond Mendize est né à Rio Bueno, Jamaïque, le 6 avril 1980. Il a commencé sa carrière grâce à des concours de chant dès l'âge de cinq ans. Il a effectué ses études à Rio Bueno, de la primaire au secondaire.
Mendize a fait partie du Warlord International and Bass Odyssay sound system. En tant que Tony Mentol, il a enregistré le single Woman It's You à ses débuts, en 2004. Il a finalement pris le nom de Charly Black et a enregistré plusieurs morceaux pour des labels comme Coppershot, M Bass, et VP, le dernier d'entre eux étant Buddy Buddy en 2008. En 2014, il a enregistré son plus grand succès, Gyal You A Party Animal, connu plus simplement par la suite comme Party Animal. La chanson, basée sur Kurt Riley Jambe-Un riddim[Quoi ?], s'est progressivement fait connaitre en dehors des frontières de la Jamaïque pour gagner un public à l'échelle de l'Amérique du Sud. Allezgo productions a obtenu la licence de ce titre pour le monde entier et Casablanca Records pour les États-Unis au début de 2016. La chanson a également été remixé par, entre autres, Maluma, Daddy Yankee, et Jillionaire. Cependant, Maluma a annoncé via Instagram qu'il était impossible de lancer sa version remixée en raison de la réglementation en matière de droits d'auteur.
Début 2017, Charly Black est le 280e artiste le plus écouté dans le monde sur Spotify et cumule plus 115 millions de streams[Quoi ?] sur Spotify.

### Performances Live
Depuis 2016, Mendize se produit sur scène. En octobre 2016, il a donné un concert au Mexique, dans lequel il a joué, entre autres, Gyal You A Party Animal et Hoist & Wine. Ce concert a été parrainé par la radio hispanique Los 40. En mai 2016, il donne un concert à Victoria (Seychelles), salué par la presse. Il est également apparu à San José, Costa Rica, le 2 décembre de la même année, où son single Gyal You A Party Animal a été certifié disque de Diamant en Amérique Centrale, faisant de lui le premier artiste jamaïcain ayant reçu un disque de Diamant.

## Discographie

### Maxi
- Best Whine Riddim (feat. Kooly Chat) (2011) Maxi

### Compilation
- Multi-Talented (2013)

### Singles
- Woman It's You (2004)
- Buddy Buddy (2008)
- Rich This Year (2009)
- Fall in Love Again (2010)
- Whine & Kotch (2012)
- Too Blessed (2012)
- Bubble Dung (2013)
- Gyal You A Party Animal (2014)
- Jamaican Everyday (2014)
- Bike Back (2014)
- Energy Girls (2015)
- Girlfriend (2016)
- Hoist & Wine (2016)
- Big Bumper (2016)
- Just Do It (2016)
- Bruk Out (2016)
- VIP Girl (2017)
- Sidung (2020)

### Collaborations
- Pa Que Me Invitan (avec Jencarlos Canela) (2016)
- Love, (Avec. Maluma) (2021)
- Latina, (Avec. Xnilo, Valentino) (2021)